# Avril 1848

## Événements
- 2 avril : après la session extraordinaire du Conseil général des 30 et 31 mars, Alexis de Tocqueville préside un banquet démocratique à Saint-Pierre-Église puis rentre à Paris.
- 8 avril : révolution à Prague. Charte de la Bohême.
- 10 avril :
  - France : inauguration de la ligne de Montereau à Troyes par la compagnie du chemin de fer éponyme.
  - Échec du Chartisme au Royaume-Uni. La troisième pétition chartiste présentée au Parlement se révèle fantaisiste, ce qui discrédite définitivement le mouvement.
- 11 avril : statut particulier de la Hongrie. La Diète hongroise est dissoute et remplacée par une Assemblée nationale élue au suffrage direct des nobles, des bourgeois et des paysans aisés.
- 12 avril : diffusion à Vienne d’un programme politique pour la « Slovénie unifiée » pour la réunion de tous les slovènes dans une même entité administrative.
- 14 avril : création d’un comité secret présidé par Boutourline pour superviser la censure en Russie.
- 16 avril, France : échec de la journée révolutionnaire à Paris pour le report des élections.
- 17 avril, France : inauguration de la section de ligne de Neufchâtel à Boulogne-sur-Mer par la Compagnie du chemin de fer d'Amiens à Boulogne
- 19 avril : Josip Jelačić proclame l'union de provinces croates et la séparation du Royaume de la Hongrie.
- 19 avril et 24 avril, France :  Tocqueville revient le mercredi 19 à Valognes.
- 21 avril, France : l'impôt sur le sel est aboli.
- 23 avril, France : élections à l'Assemblée constituante au suffrage universel masculin. Succès des républicains modérés (groupe du National). Lamartine est élu dans dix départements et arrive en tête à Paris. Victor Hugo a recueilli 59 446 voix (il est 48e). Il ne sera pas élu. Lamartine a 259 800 voix. Le 34e et dernier élu est Lamennais, avec 104 871 voix. Victor Hugo précède Changarnier qui n'a obtenu que 58 654 suffrages.
- Le lundi 24 avril, deuxième jour des élections à la Constituante française, le candidat Alexis de Tocqueville accompagne les électeurs de Tocqueville au chef-lieu de canton et prononce, à leur demande, un discours sur le chemin de Saint-Pierre-Église. Il rentre le soir même à Paris où il apprend les résultats. Avec 110 704 voix, il est le troisième des quinze élus du département, derrière Vieillard et Havin, les deux commissaires de la République. Les élections donnent la victoire aux républicains modérés « de la veille » ; elles sont une défaite pour les candidats de la gauche républicaine ou socialiste, plus cinglante encore en ce qui concerne les chefs des clubs révolutionnaires (Blanqui, Cabet, Raspail).
- 25 avril : une constitution (suffrage censitaire et bicaméralisme) est publiée par le baron Pillersdorf, chef du gouvernement impérial à Vienne. Elle ne convient pas au comité central qui organise les journées révolutionnaires des 15 et 26 mai.
- 26 avril, France  : plusieurs dizaines de morts dans une manifestation ouvrière à Rouen. La troupe tire sur les ouvriers.
- 27 avril, France : publication du décret de l'abolition de l'esclavage, signé par Victor Schœlcher.
- 29 avril : Changarnier est nommé gouverneur général de l'Algérie.

## Naissances
- 16 avril : Charles Thomas Bingham (mort en 1908), zoologiste britannique.

## Décès
- 8 avril : Gaetano Donizetti, compositeur italien (° 1797).
- 14 avril : Khatchatour Abovian, écrivain et poète arménien (° 1809).